# Chomatophilus smithi
Chomatophilus smithi är en mångfotingart som beskrevs av Pocock 1896. Chomatophilus smithi ingår i släktet Chomatophilus och familjen storjordkrypare. Inga underarter finns listade i Catalogue of Life.